# 李焯芬
李焯芬，大紫荊勳賢，GBS，JP（1945年4月17日—），香港地質工程師及水利專家，曾參與多個核電站、大壩及基礎設施的建設，當中包括三峽工程。他曾擔任香港大學副校長、香港大學專業進修學院院長、珠海学院校监和校长、香港大學土木工程系講座教授。現兼任
、香港大學饒宗頤學術館館長、共建維港委員會主席等公職。

## 背景
李焯芬1945年生於廣東省中山市小欖鎮永寧大華村，其父親李潮書是國文老師，曾得過青年文學獎冠軍，母親何惠蘭出身自小欖鎮的旺族。而堂弟是妙派風水師李國騰（原名：李國芬）。李焯芬有2名胞弟，其中二弟李揚芬是前香港教育學院教務長。而李焯芬在1948年10月從大華村隨父母移居廣州，1950年入讀位於珠江南岸的小學，直至1953年10月才移居香港，分別居住在灣仔、銅鑼灣以及北角，並插班入讀聖公會聖彼得小學上午校二年級，在校時與曾鈺成為同班同學。。他在1957年小六畢業後，升讀聖若瑟書院，1965年在該校讀至中七畢業入讀香港大學土木工程系；1968年以一級榮譽畢業，1970年再獲得港大理學工程碩士學位（與水務署署長高贊覺及澳門大學創辦人兼第十二屆全國政協委員黃景強為同學）。
隨後，李焯芬到了加拿大西安大略大學主修岩土工程，1972年取得博士學位。畢業後曾在加拿大西安大略大學及多倫多大學任教；後長期服務於加拿大安大略省水電局及省電力公司，歷任高級工程師、總工程師、工程部門總經理等職；負責水電、核電建設、大壩安全評估、核電站及大壩抗震、核廢料處理等研究課題。至1994年回到母校香港大學土木工程系任教，1998年升任該系的系主任；並於2000年至2008年間擔任副校長，先後主理「研究」及「大學關係」。
2008年2月1日起，他正式接替楊健明，出任香港大學專業進修學院院長，至2015年退休。同年7月1日起，李焯芬接替江可伯擔任珠海學院校監。2018年7月1日，李焯芬接替张忠柟担任珠海学院临时校长，随后出任校长，至2022年10月28日卸任。

## 成就

### 學術成就
李教授曾發表國際學報論文270餘篇，專著9冊。2001年當選加拿大工程院院士及香港工程科學院院士；2003年當選中國工程院院士；2006年又獲加拿大西安大略大學頒授榮譽理學博士。

### 工程成就
李教授曾長期兼任世界銀行、聯合國發展計劃、亞洲開發銀行、國際原子能機構、加拿大國際開發總署等機構的科學技術顧問；此外，他曾被選任加拿大岩土工程學報副主編、加拿大大壩安全委員會主席、國際岩石力學學會構造委員會主席、加拿大核學會抗震設計規範委員會主席、香港工程師學會岩土工程委員會主席，並於2001年受特邀做環加拿大岩土工程學術演講。
李教授曾參與中國多個水電、核電、大橋及基礎設施項目的可行性及設計論証。自90年代回到香港工作後，差不多每周都到內地去，多年來踏遍了內地偏遠地區進行水利工程，當中包括長江三峽水利樞紐工程，以及中國第一個向世界銀行借貸興建的水電項目－二灘水電廠；在三峽工程中，他成功協助工程人員解決船閘高邊坡的岩石時效變形問題，又運用在香港治理斜坡的手法套用於高邊坡的鞏固工程。近年，李仍然奔波於國內新建的水電站工地，為地下廠房的岩石穩固問題提供專家意見。全國政協原副主席錢正英曾以「大禹傳人」四字相贈，表彰他對中國水利的貢獻。

### 社會事務
李焯芬到加拿大留學及發展後，積極參與當地華人安老及教育義務工作；2003年起擔任香港福慧慈善基金會會長，該基金會主要從事中國西部貧困地區助學工作。
此外，李亦一向熱心參與社會事務，曾任文化委員會及策發會委員。現同時擔任香港中華文化促進中心理事會主席、香港大學饒宗頤學術館館長、香港獸醫管理局主席、共建維港委員會主席、衞奕信勳爵文物信託理事會主席、西九文化區管理局董事局成員及國民教育委員會副主席等職務。

## 個人生活
李焯芬在1970年11月與同年同月同日出生的李美賢於加拿大結婚，婚後育有2名兒子（1971年9月生、1975年5月生）。

## 奖项和榮譽
- 2001年：獲授加拿大工程院院士及香港工程科學院院士
- 2003年：獲授中國工程院院士
- 2003年：獲香港特別行政區委任為太平紳士
- 2005年：獲香港特別行政區頒授銀紫荊星章
- 2005年：獲授美國富布爾特傑出學人獎（英语：Fulbright Distinguished Scholar）
- 2006年：獲授加拿大西安大略大學頒授榮譽理學博士[3]
- 2009年：獲授香港工程師學會榮譽大獎
- 2013年：獲香港特別行政區頒授金紫荊星章
- 2024年：獲香港特別行政區頒授大紫荊勳章

## 宗教信仰
李焯芬是虔誠的佛教弟子，精通中、西亞的佛教史，曾在不少佛學講座中講述佛教的發展和歷史。他亦曾創辦香港大學佛學研究中心和福慧基金會等佛教慈善組織。

## 文學著作
除學術論文著作外，李焯芬亦有撰寫散文、通識書籍及心靈小品等；著作包括：《心耕》 （页面存档备份，存于）、《悲智願行》 （页面存档备份，存于）、《應當如是》、《水的反思》、《心無罣礙》 （页面存档备份，存于）、《活在當下》 （页面存档备份，存于）、《禪是一朵花》、《佛智今用》、《輕安自在》、《安忍精進》、《走出困境》 （页面存档备份，存于） 等。其中 《活在當下》 （页面存档备份，存于） 及 《心無罣礙》 （页面存档备份，存于） 在商務印書館的2008年暢銷書榜「中文文學」類別中排名第一及第六位。
此外，李教授現時亦有在報章《信報財經新聞》定期撰寫「生命通識」專欄。

## 相關新聞
- 2005年6月19日，部份香港大學醫學院畢業生不滿大學將醫學院冠名為「李嘉誠醫學院」，遂到醫學院大樓外靜坐抗議。期間，時為港大副校長的李焯芬到場接請願信，並應校友要求即場展開對話。他形容，冠名之舉「就好像『去飲做人情』，禮尚往來，投桃報李」，隨即遭校友大喝倒采[20]。
- 2010年1月，李焯芬曾公開支持政府提出興建高鐵的方案，亦傾向支持總站設於西九文化區；並批評公共專業聯盟提出的「高鐵錦上路總站方案」[21]。
- 大亞灣核電廠的核反應堆燃料棒於2010年5月23日泄漏輻射，事後被傳媒揭發事件；身兼大亞灣核電廠安全諮詢委員會副主席的李焯芬表示會可加強與公眾溝通[22]。
- 2011年9月26日，綠色和平揭發三大香港核電專家何鍾泰、李焯芬及梁廣灝，與核電行業潛藏的利益聯繫後，李焯芬教授向傳媒表示，由他擔任非執董的「香港保華建築集團」有份投資的「中建保華」「完全冇做」核電工程，並強調「多年憑良心說話，以科學角度討論核電，沒存在利益衝突」，更指綠色和平提出的質疑「好有創意」 。然而，綠色和平翻查「香港保華建築集團」有份投資的「中建保華深圳分公司」官方網頁，卻發現確鑿證據，清楚證明「中建保華」有份承接核電工程，顯示李焯芬教授的回應與事實不符。[23]
- 2011年9月27日綠色和平5名成員於港大校外專業進修學院送交核電代言酬金的支票，諷刺李焯芬接受核電行業的利益，對外不斷唱好核電。綠色和平要求李焯芬教授盡快公開所有與核電行業的利益聯繫，並辭任大亞灣安諮會副主席之職。[24]
- 2014年5月2日獲委任高鐵工程調查小組主席不到2小時，即因被傳媒指為高鐵承建商獨立非執董而閃電辭職。[25]